# 興済県
興済県（こうさい-けん）は、中国にかつて存在した県。現在の中華人民共和国河北省滄州市滄県北部に相当する。
金初に設置された。明が成立すると洪武初年に廃止されたが、洪武13年（1380年）に再設置された。順治6年（1649年）、清により廃止された。